# Whitney Automobile Company
Whitney Automobile Company war ein US-amerikanischer Hersteller von Automobilen.

## Unternehmensgeschichte
Das Unternehmen wurde 1902 in Whitney Point im Broome County
im US-Bundesstaat New York gegründet. Im gleichen Jahr begann die Produktion von Automobilen. Der Markenname lautete Whitney. 1903 endete die Produktion.
Weitere US-amerikanische Hersteller von Personenkraftwagen dieser Marke waren Whitney Motor Wagon Company und Whitney Machine Company.

## Fahrzeuge
Im Angebot stand nur ein Modell. Es hatte einen Einzylinder-Viertaktmotor mit Luftkühlung. Die Motorleistung von 6 PS wurde über ein Zweigang-Planetengetriebe an die Hinterachse übertragen. Der Aufbau war ein Runabout. Gelenkt wurde mit einem Lenkhebel. Der Grundpreis betrug 850 US-Dollar. Kotflügel und Verdeck kosteten Aufpreis.